# Protectoratul Statelor Unite asupra Cubei
Protectoratul Statelor Unite asupra Cubei a fost un protectorat provizional american asupra Cubei, înființat după Războiul hispano-american din 1899, când Spania a cedat Cuba Statelor Unite.
Această perioadă de asemenea mai este menționată și ca Prima ocupație a Cubei, pentru a o distinge de cea de-a doua ocupație dintre 1906 și 1909.